# Five Feet Apart
Five Feet Apart je americký romantický dramatický film z roku 2019, jehož režie se ujal Justin Baldoni a scénáře Mikki Daughtry a Tobias Iaconis. Film byl inspirován skutečným příběhem Daltona a Katie, kteří byli diagnostikováni cystickou fibrózou. Hlavní role hrají Haley Lu Richardson a Cole Sprouse.  
Film měl premiéru ve Spojených státech dne 15. března 2019. V České republice nebyl promítán v kinech. Po celém světě vydělal přes 80 milionů dolarů. 

## Obsazení
- Haley Lu Richardson jako Stella Grant
- Cole Sprouse jako Will Newman
- Moisés Arias jako Poe Ramirez
- Kimberly Hébert Gregory jako sestra Barbara
- Parminder Nagra jako Dr. Hamid
- Claire Forlani jako Meredith Newman
- Emily Baldoni jako sestra Julie
- Cynthia Evans jako Erin Grant
- Gary Weeks jako Tom Grant
- Sophia Bernard jako Abby Grant
- Cecilia Leal jako Camila

## Přijetí

### Tržby
Film získala ve Spojených státech a Kanadě 45,7 milionu dolarů a 34,4  milionu dolarů v dalších oblastech, celosvětově tak vydělal 80,1 milionu dolarů. Jeho rozpočet činil 7 milionů dolarů.  
Ve Spojených státech a Kanadě měl premiéru společně s filmy Captive State a Kouzelný park. Byl projektován výdělek 6–10 milión dolarů za původní víkend. Film vydělal 5,4 milión za první promítací den. Za víkend vydělal 13,1 milión dolarů a stal se třetím nejnavštěvovanějším filmem.

### Recenze
Na recenzní stránce Rotten Tomatoes si film drží průměrné hodnocení 55% vypočítaných na základě 112 recenzí, s průměrným ratingem 5,69 z 10. Na stránce Metacritic si film drží skóre 53 ze 100, vypočtené z 26 kritik. Na Česko-Slovenské filmové databázi má  snímek 78 procent vypočítaných z 1882 hodnocení.